# 1881 en chimie
Cet article présente les faits marquants de l'année 1881 en chimie.

## Évènements
- Le chimiste allemand Ludwig Claisen découvre une réaction de condensation impliquant les esters[1].

## Prix
- Médaille Davy : Adolf von Baeyer pour sa synthèse de l'indigo[2],[3].
- Faraday Lectureship : Hermann Ludwig von Helmholtz[4]

## Naissances
- 31 janvier[5] : Irving Langmuir (mort en 1957), chimiste et physicien américain, prix Nobel de chimie  en 1932[6],[7].
- 20 mars[8] : Eugène Schueller (mort en 1957), chimiste et chef d'entreprise français, fondateur du groupe L'Oréal.
- 23 mars[9] : Hermann Staudinger (mort en 1965), chimiste allemand.
- 22 juin : Charles Léopold Mayer (mort en 1971), chimiste français.
- 27 juillet[10] : Hans Fischer (mort en 1945), chimiste allemand.
- 19 décembre[11] : René-Maurice Gattefossé (mort en 1950), chimiste français, un des pères fondateurs de l'aromathérapie contemporaine.

## Décès
- 27 janvier[12] : Frédéric Kuhlmann (né en 1803), chimiste et industriel français.
- 1er juillet[13] : Henri Sainte-Claire Deville (né en 1818), chimiste français.
- 13 août[14] : Francesco Selmi (né en 1817), chimiste italien.
- 7 octobre[15] : Augustin-Pierre Dubrunfaut (né en 1797), chimiste français.